# Världsmästerskapen i alpin skidsport 1958
Världsmästerskapen i alpin skidsport 1958 hölls i Bad Gastein, Österrike 2–9 februari 1958.

## Resultat herrar

### Störtlopp
Datum: 9 februari 1958
| Placering | Land      | Namn         |
| --------- | --------- | ------------ |
| 1         | Österrike | Toni Sailer  |
| 2         | Schweiz   | Roger Staub  |
| 3         | Frankrike | Jean Vuarnet |

### Storslalom
Datum: 5 februari 1958
| Placering | Land      | Namn             |
| --------- | --------- | ---------------- |
| 1         | Österrike | Toni Sailer      |
| 2         | Österrike | Josef Rieder     |
| 3         | Frankrike | François Bonlieu |

### Slalom
Datum: 2 februari 1958
| Placering | Land      | Namn          |
| --------- | --------- | ------------- |
| 1         | Österrike | Josef Rieder  |
| 2         | Österrike | Toni Sailer   |
| 3         | Japan     | Chiharu Igaya |

### Kombination
| Placering | Land      | Namn         |
| --------- | --------- | ------------ |
| 1         | Österrike | Toni Sailer  |
| 2         | Österrike | Josef Rieder |
| 3         | Schweiz   | Roger Staub  |

## Resultat damer

### Störtlopp
Datum: 6 februari 1958
| Placering | Land    | Namn            |
| --------- | ------- | --------------- |
| 1         | Kanada  | Lucille Wheeler |
| 2         | Schweiz | Frieda Dänzer   |
| 3         | Italien | Carla Marchelli |

### Storslalom
Datum: 8 februari 1958
| Placering | Land    | Namn            |
| --------- | ------- | --------------- |
| 1         | Kanada  | Lucille Wheeler |
| 2         | USA     | Sally Deaver    |
| 3         | Schweiz | Frieda Dänzer   |

### Slalom
Datum: 3 februari 1958
| Placering | Land      | Namn              |
| --------- | --------- | ----------------- |
| 1         | Norge     | Inger Bjørnbakken |
| 2         | Österrike | Josefin Frandl    |
| 3         | Schweiz   | Annemarie Waser   |

### Kombination
| Placering | Land      | Namn            |
| --------- | --------- | --------------- |
| 1         | Schweiz   | Frieda Dänzer   |
| 2         | Kanada    | Lucille Wheeler |
| 3         | Österrike | Josefin Frandl  |

## Medaljligan
| Placering | Land      | Guld | Silver | Brons | Totalt |
| --------- | --------- | ---- | ------ | ----- | ------ |
| 1         | Österrike | 4    | 4      | 1     | 9      |
| 2         | Kanada    | 2    | 1      | –     | 3      |
| 3         | Schweiz   | 1    | 2      | 3     | 6      |
| 4         | Norge     | 1    | -      | -     | 1      |
| 5         | USA       | –    | 1      | -     | 1      |
| 6         | Frankrike | –    | -      | 2     | 2      |
| 7         | Japan     | –    | -      | 1     | 1      |
| 7         | Italien   | –    | -      | 1     | 1      |